# Vukovo meso
Vukovo meso ili jetrenka (Fistulina hepatica) neobična je vrsta jestive gljive iz porodice Fistulinaceae.

## Opis
Kao što i sam naziv ove vrste sugerira, meso ove gljive jako nalikuje sirovom mesu. Na presjeku je šareno, okus je kiselkast, a miris je neodređen. Najčešće se nalazi u Velikoj Britaniji, ali ih ima i u Australiji, Sjevernoj Americi i ostatku Europe. Klobuk je mesnat i nalikuje na jezik. Naraste 10-30 cm, na gornjoj strani je narančastocrvene do smeđecrvene boje i zrnasto hrapav, vlažan i mazav. Kada gljiva ostari, ispod kožice klobuka postane sluzava. Ako se ta kožica skine, pojavi se sluzava tekućina. Cjevčice su kratke, valjkaste, u početku bijele, pa kako gljiva stari postaju žućkaste i na kraju postanu smeđe. Stručak je (ako postoji) kratak, cilindričan i grbav.
Spore su crvene, okruglaste, veličine 4-6x5 µm.
Raste od ljeta do kasne jeseni kao parazit na živim stablima hrasta, ali i na panjevima drugog listopadnog lišća.
Ovo je jestiva gljiva, ali samo dok je sasvim mlada. Ima kiselkast okus i žilava je, pa je potrebno duže kuhanje. Ne postoji opasnost od zamjene s otrovnim gljivama.Po nekim novijim izvorima gljiva je i ljekovita. U gljivi je nađeno i dosta vitamina C.

## Vanjske poveznice

### Sestrinski projekti
|  | Zajednički poslužitelj ima još gradiva o temi Fistulina hepatica |